# 広島県道53号沼隈横田港線
広島県道53号沼隈横田港線（ひろしまけんどう53ごう ぬまくまよこたこうせん）は、広島県福山市沼隈町草深と同市内海町横島を結ぶ県道（主要地方道）である。

## 概要
広島県福山市沼隈町草深と内海町横島を結ぶ。

### 路線データ
- 起点：福山市沼隈町草深・内海大橋入口交差点（広島県道47号鞆松永線交点）
- 終点：福山市内海町横島・新睦橋西詰交差点（広島県道387号横島循環線交点）
- 総延長：5.8 km
- 実延長：総延長に同じ
- 異常気象時通行規制区間：福山市沼隈町常石 - 福山市内海町田島間（内海大橋）

## 歴史
- 1979年（昭和54年）7月27日 - 広島県告示第612号により広島県道391号内海沼隈線として認定される。
- 1982年（昭和57年）4月1日 - 建設省（当時）告示第935号により主要地方道に認定される。
- 1982年（昭和57年）8月12日 - 広島県告示第848号により路線番号・路線名称が変更され、現行の路線番号・路線名称になる。
- 1989年（平成元年）10月4日 - 内海大橋が開通し、全線が開通する。[要出典]
- 1993年（平成5年）5月11日 - 建設省から、県道沼隈横田港線が沼隈横田港線として主要地方道に再指定される[1]。
- 2003年（平成15年）2月3日 - 沼隈郡内海町が福山市に編入されたことに伴って終点の地名表記が変更される（沼隈郡内海町横島→福山市内海町横島）。
- 2005年（平成17年）2月1日 - 沼隈郡沼隈町が福山市に編入されたことに伴って全区間が福山市域を通る路線になり、併せて起点の地名表記が変更される（沼隈郡沼隈町草深→福山市沼隈町草深）。

## 路線状況
- 本路線の全通前は内海町営渡船が本土（沼隈半島）と田島を結んでいた。今も田島の内海大橋直下付近にその名残り（観光案内板、案内標識、桟橋）がある。[要出典]
- 終点の交差点名標は「新睦橋西詰」となっているが、これは睦橋が架け替えを経ていることによる（1951年（昭和26年）に可動橋〔跳開橋〕として完成し、1979年（昭和54年）に現在の橋が完成した。旧橋は現橋のすぐ南側にその跡を残している）。橋の名前は今も睦橋で変わらない。[要出典]
- 終点の新睦橋西詰交差点は旧沼隈郡内海町内唯一の信号機である（福山市の広報誌「広報ふくやま」2003年2月号で紹介）。交通量が少ないため点滅運用の時間が長い。

### 主な橋梁

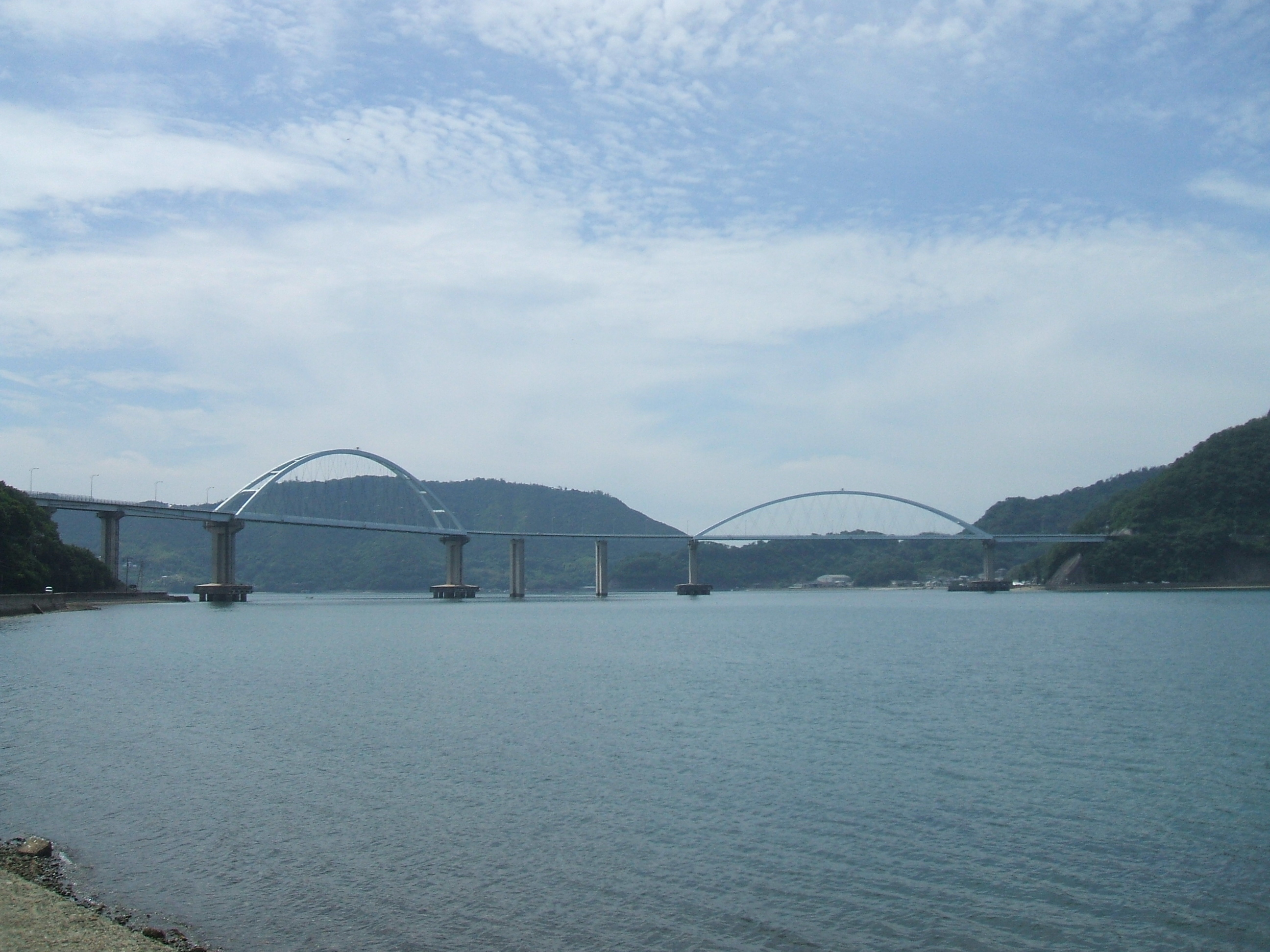
内海大橋。中央部で大きくカーブを描いている

- 山南（さんな）川橋（福山市沼隈町草深 - 福山市沼隈町常石間、山南川）
- 内海大橋（福山市沼隈町常石 - 福山市内海町田島間、延長：832m）
- 睦橋（福山市内海町田島 - 福山市内海町横島間、延長：219m）

## 地理

### 通過する自治体
- 福山市

### 交差する道路
- 広島県道47号鞆松永線（福山市沼隈町草深・内海大橋入口交差点、起点）
- 広島県道386号田島循環線（福山市内海町田島・内海大橋取付道路入口交差点）
- 広島県道386号田島循環線（福山市内海町田島・新睦橋東詰交差点）
- 広島県道387号横島循環線（福山市内海町横島・新睦橋西詰交差点、終点）

### 主要施設
- 内海郵便局
- 内海ふれあいホール